# Thorin
Thorin ist eine chemische Verbindung, die als Indikator und Komplexbildner Verwendung findet.

## Eigenschaften
Thorin ist ein roter Feststoff, der in Wasser löslich ist.

## Verwendung
Thorin wird in der Wasseranalytik als Indikator bei der titrimetrischen Bestimmung von Sulfat-Ionen mit Bariumperchloratlösung eingesetzt.
Wegen der Eigenschaften als Komplexbildner dient es auch zum Nachweis bestimmter Metallionen. Der Nachweis von Thorium-Ionen war für die Namensgebung Ursache. Thorium(IV)-Ionen lassen sich über den rot gefärbten Komplex quantitativ photometrisch bestimmen. Ebenso können Uran(IV)-Salze auf diese Weise quantitativ bestimmt werden.